# Factor (funcionario)
Un factor fue un alto oficial nombrado por el rey para que ejerciera funciones de gobierno y control en la Casa de la Contratación de Indias junto a otros oficiales reales, un tesorero y un contador.
La Casa de la Contratación fue fundada en 1503 según Real Provisión en Alcalá de Henares, con el fin de fomentar y regular el comercio y la navegación con los territorios españoles en ultramar. Su primer establecimiento fue en Sevilla, a donde debían traerse todas las mercancías tanto de entrada como de salida, para su comercio, registro y control. El factor era uno de los encargados de velar por la buena administración y los intereses de la Corona, encargado de negociar, aprovisionar y organizar las expediciones marítimas, así como  recaudar las rentas y tributos procedentes de las Indias, además de ostentar la condición de juez.
Aunque en el segundo viaje de Colón de 1493, entre la tripulación solo se encontraba un veedor real para fiscalizar las cuentas de la exploración, pronto se generalizó en viajes sucesivos llevar los denominados oficiales reales compuestos por un veedor, un factor, un contador y un tesorero. Esta organización sería el embrión de la Real Hacienda en Indias como organización fiscal estatal. Todos los oficiales reales gozaban de total independencia en sus actuaciones, lo que facilitaba controlar el poder, abusos e influencias de los poderosos. Eran nombrados por el monarca a propuesta del Consejo de Indias
A mediados del siglo XVI, en diferentes territorios de la América Hispana, una vez que la explotación minera superó en valor al monopolio del comercio, serían suprimidos los cargos de factor y veedor, asumiendo sus funciones los contadores y tesoreros, pero incorporándose a la administración de la Real Hacienda el cargo de gobernador.